# Dorner-Snyder-Färbung
Die Dorner-Snyder-Färbung ist eine histologische Färbung für Endosporen.

## Prinzip
Die Dorner-Snyder-Färbung verwendet Carbolfuchsin und eine Nigrosin-Gegenfärbung. Alternativen sind die Moeller-Färbung mit Carbolfuchsin und einer Methylenblau-Gegenfärbung und die Schaeffer-Fulton-Färbung mit Malachitgrün und einer Safranin-Gegenfärbung.

## Geschichte
Die Dorner-Snyder-Färbung wurde 1934 von Marion Snyder entwickelt. Sie ist eine Weiterentwicklung der Dorner-Färbung von 1926.